# Actibump

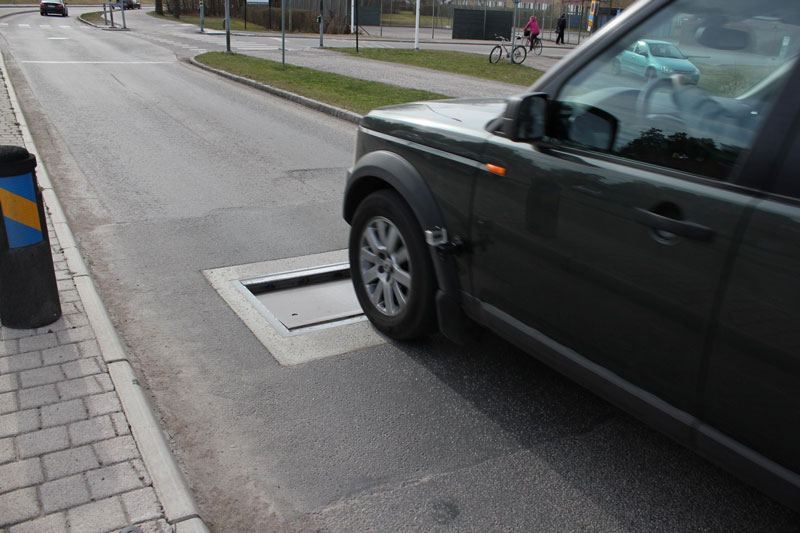
Actibump

Actibump ist ein in Schweden entwickeltes System, das Autofahrer auf Straßen zu mäßigem Tempo zwingen soll. Das System wurde erstmalig im Jahre 2010 zum Patent angemeldet. Seit 2011 ist es in der Nähe einer McDonald’s-Filiale in Linköping im Einsatz und wurde nach ersten Erfolgen auch in weiteren schwedischen Straßen installiert; außerdem soll es in Tschechien eingesetzt werden.
Das System beruht auf Stahlplatten, die sich sehr schnell um vier Zentimeter absenken, wenn sich ein Fahrzeug mit überhöhter Geschwindigkeit nähert. Der Erziehungseffekt wird dadurch erzielt, dass der Fahrer beim Passieren ein unschönes Poltern vernimmt. Durch diese elektrische Fallgrube soll der Anteil der Fahrer mit überhöhter Geschwindigkeit von 70 auf 20 Prozent zurückgegangen sein.
Im Juni 2019 gab die Stadt Hanau bekannt, dass sie das System als erste deutsche Stadt installieren möchte. Nach genauerer Prüfung nahm die Stadt jedoch von einer Realisierung Abstand.